# Lupaeus lobidorsalis
Lupaeus lobidorsalis är en spindeldjursart som beskrevs av Castro och Den Heyer 2009. Lupaeus lobidorsalis ingår i släktet Lupaeus och familjen Cunaxidae. Inga underarter finns listade i Catalogue of Life.